# 长角豆属
长角豆属（学名：Ceratonia）是云实科下的一个属，为常绿小乔木植物。该属仅有长角豆（Ceratonia siliqua）一种，分布于地中海东部。

## 物种
本属包括以下物种：
- Ceratonia oreothauma Hillc., G.P.Lewis & Verdc.
- 长角豆 Ceratonia siliqua L.